# Либерально-демократическая партия (Северная Македония)
Либера́льно-демократи́ческая па́ртия Македо́нии (макед. Либерално-Демократска партија) — одна из политических партий Северной Македонии.

## История
Либерально-демократическая партия была создана 19 апреля 1997 года в результате слияния Либеральной партии и Демократической партии. Первым руководителем ЛДП был Петар Гошев от демократов, который был также последним Председателем Союза коммунистов Македонии. Когда бывшая Либеральная партия была восстановлена в 1999 году, значительная часть бывших членов либеральной партии осталась в ЛДП. 

В 2005 году от ЛДП пережила ещё один раскол. Лилиана Поповская с группой единомышленников вышли из ЛДП и сформировали свою партию — Демократическое обновление Македонии.
Начиная с 1994 года ЛДП является членом Либерального интернационала. ЛДП является аффилированным членом Европейской партии либеральных демократов и реформаторов.

## Руководители
Председателем Либерально-демократической партии с 11 февраля 2007 года является Йован Манасиевский.

## Участие в парламентских выборах
В парламентских выборах 15 сентября 2002 года партия участвовала в альянсе с СДСМ и получила 12 из 120 мест. В коалиционное правительство, сформированное после выборов 2002 года вошли члены СДСМ, ЛДП и Демократического союза за интеграцию. ЛДП получила в правительстве четыре министерства.
После парламентских выборов, состоявшихся 5 июля 2006 года Либерально-демократическая партия получила всего 5 мест в Собрании и не вошла в правительство. На парламентских выборах 2011 года партия получила 16 551 (1,47 %) голосов и не сумела войти в Собрание.

## Участие в президентских выборах
На президентских выборах в 1999 году, кандидатом от ЛДП был Стоян Андов. Он получил 120 тысяч голосов и не прошёл во второй тур.